# Rain on Me
Rain on Me – utwór muzyczny Amerykanek, Lady Gagi i Ariany Grande, z szóstego albumu studyjnego Gagi pt. Chromatica (2020). Piosenkarki napisały ten utwór wraz z Niją Charles, Ramim Yacoubem, Martinem Bresso, Alexandrem Ridhą i producentami piosenki: BloodPopem i BURNSem. Jest to dance-popowa, disco, house i electropopowa kompozycja, która zawiera elementy french house, techno oraz muzyki elektronicznej. Gaga opisała ją jako „świętowanie wszystkich łez”, a sama piosenka jest o tym jak żyć dalej, pomimo trudności.
Utwór został wydany jako drugi singel promujący album Chromatica 22 maja 2020 roku, poprzez Interscope Records. Singel spotkał się z pozytywnymi opiniami krytyków, którzy głównie pochwalili rozpiętość wokali piosenkarek oraz budującą naturę utworu. Komercyjnie, singel dotarł na szczyt list w ponad dziesięciu krajach oraz uplasował się w top 10 w ponad pięćdziesięciu państwach, w tym w Polsce. W Stanach, piosenka zadebiutowała na szczycie listy Hot 100, stając się piątym singlem numer jeden Gagi i czwartym Grande oraz dzięki temu utworowi, Grande stała się pierwszą artystką z czterema debiutami na szczycie tego zestawienia, a samo „Rain on Me” jest pierwszą kolaboracją dwóch artystek, która zadebiutowała na szczycie tego notowania. Singel ten również pokrył się platyną w Belgii, Nowej Zelandii, Polsce, Portugalii, Stanach Zjednoczonych, Wielkiej Brytanii i we Włoszech, a w Australii, Kanadzie i Norwegii pokryto go podwójną platyną.
Teledysk do piosenki został wyreżyserowany przez filmowca Roberta Rodrigueza, a w nim piosenkarki znajdują się na wielkiej arenie podczas ulewy, podczas której z nieba spadają sztylety. Klip został ciepło przyjęty i otrzymał nominację do siedmiu nagród MTV Video Music Awards, w tym w kategorii Teledysk roku i wygrał w trzech kategoriach, otrzymując statuetkę m.in. za Piosenkę roku. Singel był promowany również wyreżyserowanymi prognozami pogody we współpracy z kanałem The Weather Channel, w których to piosenkarki wystąpiły. 30 sierpnia 2020 roku, obie piosenkarki wykonały utwór podczas gali rozdania nagród Video Music Awards. Singel otrzymał statuetkę Grammy za Najlepszy występ popowy w duecie/grupowy na 63. ceremonii wręczenia tychże nagród.

## Geneza
Pierwszy raz Gaga wspomniała o tej piosence w marcu 2020 roku, w wywiadzie dla magazynu „Paper”, w którym to, wtedy jeszcze nieznane z nazwy, „Rain on Me” zostało nazwane „potworem tanecznej nuty, którego wiadomość jest o stawieniu czoła dewastacji – doskonała głośna piosenka do tańca jako «świętowanie wszystkich łez»”. Gaga później w tym wywiadzie wspomina pracę z Arianą „Usiadłam z nią i rozmawiałyśmy o naszych życiach. To była konwersacja dwóch kobiet o tym jak iść dalej przed siebie oraz jak być wdzięczną za wszystko co się robi”.
21 maja 2020 roku, w wywiadzie z Zane’em Lowe’em, Gaga rozwinęła swoją wypowiedź na temat piosenki:

„[Grande] była bardzo wspaniała i myślę, że ona prawdopodobnie sądziła, że jak wejdzie to ja jej powiem «proszę, po prostu to zaśpiewaj i dziękuję za Twój czas», co nie? Ale zamiast tego, spytałam się jej, czego ona oczekuje i jak chce tego dokonać. (…) Kiedy przyszła do studia, ja płakałam, ona do mnie podeszła i powiedziała «Będzie wszystko dobrze, zadzwoń do mnie, tu masz mój numer» i ona była bardzo uparta, próbowała zaprzyjaźnić się ze mną tyle razy. Ale ja byłam bardzo zawstydzona, nie chciałam przekazać jej mojej negatywnej energii. I następnie ona przyszła do mnie i powiedziała «Ty się ukrywasz» i ja powiedziałam «tak, masz rację, totalnie się chowam» i tak się rozpoczęła nasza przyjaźń”.

## Nagrywanie i kompozycja
„Rain on Me” zostało napisane przez Gagę, Grande, Burnsa, Niję Charles, Ramiego Yacouba, Bresso, Boys Noize i BloodPopa. Początkowo piosenka była „surowym, solowym, acid house demo” i współproducent, Burns, wyjaśnił jak utwór zmienił się znacznie podczas procesu tworzenia:

„My wszyscy wiedzieliśmy, że «Rain on Me» miało duży potencjał i było naprawdę dobrą piosenką, ale produkcja niezbyt pasowała do wydźwięku piosenki. Więc Blood[Pop] spytał się czy mógłbym coś zmienić. Wziąłem wokale i chciałem spróbować umieścić nowe akordy oraz popróbować różnych przejść, aby zobaczyć czy to zmieni nastrój. Podświadomie, zacząłem grać linię basową z «All This Love That I’m Givin» Gwen McCrae pod refrenem i poczułem, że to jest kolejny pomyślany moment”.

„Rain on Me” jest dance-popową, disco, house i electropopową piosenką, która zawiera elementy french house, techno oraz muzyki elektronicznej i jest zainspirowana muzyką z lat 90. XX wieku. Piosenka również sampluje utwór Gwen McCrae „All This Love That I’m Giving”. „Rain on Me” jest utworem 4 na 4 o tonacji cis-moll o tempie 123 uderzeń na minutę. Większość utworu jest utrzymana w sekwencji C♯m7-Amaj9, gdzie w pierwszej zwrotce i drugim przed-refrenie dodane zostaje czterokreślne H i oba przed-refreny zawierają jedenasty akord fis-moll na końcu.
„Rain on Me” zaczyna się minimalistycznym wejściem, gdzie wokale Gagi są wyeksponowane nad muzyką. Wokale Gagi i Grande mają rozpiętość od G♯3 do H5. Wokalnie, Gaga wypowiada niektóre słowa, a Grande używa swojej „słynnej” wysokodźwięcznej oktawy. Określona przez Gagę, jako „święto wszystkich łez”, piosenka również zawiera metaforę, dokładniej „rain” (czyli deszcz) jest przenośnią dla alkoholu, który Gaga piła w dużych ilościach, żeby nie myśleć o niczym. Pierwsza zwrotka jest o trudnych momentach życia, gdzie druga jest o akceptacji rzeczywistości. Według magazynu „Elle”, piosenka jest o „zachowaniu się w niedoli, leczeniu się i znajdowaniu piękna w bólu, złamanym sercu i życiu”.

## Wydanie i promocja
22 kwietnia 2020 Gaga potwierdziła oficjalnie listę utworów Chromatici, gdzie „Rain on Me” jest czwartą piosenką, kolejną po poprzednim singlu – „Stupid Love”. Niedługo po tym ogłoszeniu, niektórzy autorzy tekstów, którzy pracowali z Gagą pochwalili się na Instagramie jakie piosenki napisali. Nija Charles była jedną z tych i potwierdziła, że ona, wraz z Gagą, Arianą, BloodPopem i Ramim Yacoubem, napisała tekst do „Rain on Me”. 16 maja, Alexander Ridha, czyli Boyz Noize, wyjawił, że on również napisał „Rain on Me”.
15 maja artystki oficjalnie potwierdziły, że 22 maja „Rain on Me” zostanie wydane jako singel. Wraz z tym ogłoszeniem, ujawniły one okładkę singla. 18 maja Gaga wraz z Arianą opublikowały na swoich mediach społecznościowych zdjęcia z teledysku z podpisami, które były słowami piosenki. Dodatkowo parę godzin później, Gaga opublikowała grafikę ze słowami z refrenu „Wolę być sucha / Ale przynajmniej jestem żywa”. Piosenka również była promowana poprzez teledysk z tekstem na Amazon Music. 26 maja piosenka została wydana w formacie contemporary hit radio w Stanach Zjednoczonych. Poza cyfrowym wydaniem, singel został udostępniony do kupna na kasecie, winylu oraz płycie CD. Piosenka jest puszczana w radiostacjach w grze Fortnite.
26 maja Gaga i Grande opublikowały jednominutowy skecz w partnerstwie z The Weather Channel, gdzie przedstawiły one fałszywą prognozę pogody. Trzymały one parasole i mówiły o tym jak „bardzo by chciały świętować deszcz”. 28 maja, piosenkarki wypuściły kolejną prognozę pogody, nakręconą w basenie Gagi i wannie Grande. 17 lipca zostały opublikowane remiksy piosenki stworzone przez Purple Disco Machine oraz Ralphiego Rosario. 26 sierpnia 2020 roku, Gaga ogłosiła konkurs, w którym należało wykonać plakat zainspirowany „Rain on Me”, używając aplikacji od Adobe, z nagrodą wynoszącą 10 tysięcy dolarów.

## Odbiór krytyczny
„Rain on Me” zostało pozytywnie odebrane przez krytyków, którzy pochwalili piosenkarki za wokale w utworze oraz za budującą naturę piosenki. Adam White z „The Independent” dał „Rain on Me” cztery na pięć gwiazdek i opisał, że piosenka to „trzy minuty euforycznej melodramatu” i „teatralnego (…) triumfu”. Joey Nolfi z „Entertainment Weekly” napisał, że „Rain on Me” „zabiera fanów do muzycznego raju” i że ta piosenka jest „terapeutycznym bangerem”. Quinn Moreland z „Pitchfork” pochwalił piosenkę, nazywając ją „klubowym kawałkiem podobnym to house popu wczesnych lat 90.”, który „pokazuje siłę od dwóch kobiet, które łączą się na emocjonalnym poziomie”. Alexa Camp ze „Slant Magazine” nazwała „Rain on Me” poprawą od „Stupid Love”.

## Odbiór komercyjny
W serwisie Spotify „Rain on Me” było trzecim najbardziej odsłuchanym utworem lata 2020 roku oraz najczęściej odtwarzaną piosenką stworzoną przez kobietę. Wraz ze startem dwóch nowych notowań magazynu „Billboard”, Global 200 i Global 200 Excluding US, „Rain on Me” zadebiutowało na 22. i 21. miejscach odpowiednio.

### Ameryki
W Stanach Zjednoczonych „Rain on Me” zadebiutowało na pierwszym miejscu listy Hot 100, stając się piątym singlem numer jeden Gagi oraz czwartym singlem numer jeden Grande, piosenka również jest pierwszą kolaboracją dwóch artystek, która zadebiutowała na szczycie tej listy. „Rain on Me” jest drugim debiutem na szczycie Hot 100 dla Gagi, po „Born This Way”, a dla Grande jest to czwarty debiut na szczycie tej listy, dzięki czemu stała się jedyną artystką z tak dużą liczbą debiutów na pierwszej pozycji w Stanach. Dzięki temu utworowi, Gaga również stała się kolejną artystką z utworami numer jeden w trzech różnych dekadach, po piosenkarkach takich jak: Mariah Carey i Beyoncé. Singel również uplasował się na 1. miejscu listy Digital Song Sales z 72 tysiącami pobrań. 28 sierpnia 2020 roku singel został pokryty platyną za sprzedaż miliona kopii.
Utwór zadebiutował również na szczycie corocznej liście magazynu „Billboard” Songs of the Summer, stając się pierwszym singlem numer jeden w tym notowaniu dla obu artystek. Na innej amerykańskiej liście, Rolling Stone Top 100, „Rain on Me” również uplasowało się na pierwszym miejscu stając się pierwszym dla Lady Gagi, a trzecim dla Grande, singlem numer jeden w tym zestawieniu.
W Kanadzie „Rain on Me” zadebiutowało na szczycie notowania Canadian Hot 100, stając się szóstym singlem numer jeden Gagi oraz czwartym dla Grande. W tymże kraju, singel został pokryty podwójną platyną za sprzedanie ponad 160 tysięcy kopii. W innych krajach Ameryk, singel uplasował się na 4. miejscu w Meksyku, 6. w Paragwaju, 9. w Boliwii, Kostaryce, Panamie i Salwadorze, 15. w Urugwaju, 31. w Wenezueli, 34. w Kolumbii i 36. w Argentynie. W Brazylii utwór został notowany na tygodniowej liście Top 100 Brazil na miejscu 46. oraz na 16. pozycji miesięcznej listy Top 50 Streaming w kraju. W cotygodniowym zestawieniu najbardziej streamowanych piosenek w kraju, „Rain on Me” zadebiutowało na 2. miejscu, co jest najwyższym debiutem dla obu artystek tamże

### Reszta świata
W Polsce „Rain on Me” zadebiutowało na 44. miejscu listy AirPlay – Top. W następnym tygodniu, singel przeniósł się do top 20, plasując się na 19. miejscu, żeby trzy tygodnie później przenieść się na 10. miejsce. Dwa tygodnie później, utwór znalazł się na 7. pozycji przed dwa tygodnie, po czym uplasował się na 3. miejscu, stając się pierwszym singlem Gagi w top 5 od „Born This Way”, które dotarło do szczytu AirPlay – Top w 2011 roku. A dla Grande jest to największy hit od „No Tears Left to Cry”, które w 2018 roku dotarło do 3. pozycji. 3 września 2020 roku, „Rain on Me” zostało pokryte platyną, za sprzedaż ponad 20 tysięcy kopii.
W Wielkiej Brytanii „Rain on Me” zadebiutowało na pierwszym miejscu listy UK Singles Chart, stając się szóstym singlem numer jeden zarówno dla Gagi, jak i dla Grande. W pierwszym tygodniu singel sprzedał się w 70 000 kopii, strącając „Rockstar” DaBaby z pierwszej pozycji. W debiutanckim tygodniu, „Rain on Me” było streamowane 8,1 mln razy, dzięki czemu stało się najbardziej strumieniowaną kolaboracją dwóch artystek w pierwszym tygodniu. Dzięki tej piosence, obie piosenkarki, Lady Gaga i Grande, zremisowały z Britney Spears i Rodem Stewartem w liczbie singlów numer jeden. „Rain on Me” jest również pierwszą kolaboracją artystek, która pojawiła się na szczycie UK Singles Chart od sześciu lat, kiedy to „Bang Bang” Jessie J, Grande i Nicki Minaj było numerem jeden w Wielkiej Brytanii. W tymże kraju, singel został pokryty platyną za sprzedanie ponad 600 tysięcy kopii. Z 515 tysiącami sprzedanych kopii w ciągu trzech miesięcy, „Rain on Me” było trzecim najlepiej sprzedającym się singlem lata 2020 w Wielkiej Brytanii.
W Irlandii „Rain on Me” również uplasowało się na szczycie notowania, stając się szóstym singlem numer jeden Lady Gagi, a dla Grande jest to siódmy taki utwór. Singiel również zaliczył lepszy debiut w 2020 roku, przewyższając poprzedni najlepszy debiut, którym była piosenka Billie Eilish „No Time to Die”. „Rain on Me” jest również pierwszym debiutem Lady Gagi na numerze jeden w Irlandii od jej singla z 2011 roku, „Born This Way”.
„Rain on Me” pojawiło się na szczycie notowania Airplay Radio Chart w Chorwacji, Digital Singles Chart w Grecji, Latvijas Top 40 w Łotwie, Radio Airplay Chart w Macedonii Północnej i Malcie, SloTop50 w Słowenii oraz Single Top 40 na Węgrzech. W innych krajach Europy, w tym w Austrii, Belgii, Bułgarii, Czechach, Estonii, Finlandii, Hiszpanii, Holandii, Litwie, Niemczech, Norwegii, Portugalii, Rosji, Serbii, Słowacji, Szwajcarii, Szwecji i we Włoszech, singel uplasował się w top 10. Utwór uzyskał status złotej płyty w niektórych europejskich państwach w tym: w Belgii za sprzedaż 20 tysięcy kopii, we Francji za sprzedaż ponad 100 tysięcy kopii, w Hiszpanii za sprzedaż ponad 20 tysięcy kopii, w Norwegii za sprzedaż ponad 30 tysięcy kopii, w Portugalii za sprzedaż 10 tysięcy kopii, a we Włoszech za sprzedaż ponad 35 tysięcy kopii.
W Azji, utwór znalazł się na 1. miejscu w Izraelu i Singapurze, na 2. w Libanie i Malezji, na 6. w Zjednoczonych Emiratach Arabskich oraz na 122. w Korei Południowej. W Japonii, „Rain on Me” zadebiutowało na 68. pozycji, ale w drugim tygodniu wzrosło o 60 miejsc, dostając się do top 10 w tymże kraju, stając się siódmym singlem top 10 Lady Gagi oraz trzecim Grande. W Oceanii singel dotarł do drugiej pozycji w Australii oraz Nowej Zelandii. W obu tych krajach utwór otrzymał certyfikat, w Australii platynę za sprzedaż 70 tysięcy kopii, a w Nowej Zelandii złoto za sprzedaż 15 tysięcy kopii. W Afryce „Rain on Me” było 2. w Namibii, 4. w Ugandzie oraz 23. w RPA.

## Teledysk

### Geneza i produkcja
To co ja naprawdę chciałam zrobić w tym klipie, to świętowanie kobiet i chciałam pokazać ludziom jak to zrobić.

Teledysk „Rain on Me” został nakręcony krótko przed wprowadzeniem obostrzeń spowodowanych pandemią koronawirusa w Los Angeles. Stroje noszone przez Lady Gagę i Grande zostały zaprojektowane przez Laurę Pulice, a wykonane przez Vex Clothing, firmę specjalizującą się w lateksowych strojach. Pulice powiedziała, że za inspiracją dla wyglądu Lady Gagi był „futurystyczny sci-fi punk” i „obiekt seksualny albumu heavymetalowego”, a wygląd Grande opisała „że chciała zachować styl, w którym ona czułaby się komfortowo, dalej będąc futurystyczną w teledysku”. Makijaż piosenkarek został namalowany przez Sarah Tanno, która chciała, żeby „one wyglądały silnie i niebezpiecznie”.
Przed publikacją teledysku Lady Gaga rozmawiała o nim w wywiadzie z Zane’em Lowe’em, gdzie wypowiedziała się o współpracy z Grande nad nim, mówiąc: „[Grande] była bardzo otwarta na zrobienie rzeczy, których wcześniej nie robiła”. Teledysk „Rain on Me” został opublikowany 22 maja o 19:00 czasu polskiego i został wyreżyserowany przez filmowca, Roberta Rodrigueza, z którym Gaga współpracowała już wcześniej, grając w jego filmach Maczeta zabija oraz Sin City 2: Damulka warta grzechu. 6 sierpnia Gaga opublikowała 48. odcinek jej serii Transmission Gagavision, w którym były ukazane sceny kręcenia teledysku do „Rain on Me”.

### Streszczenie
Wideoklip zaczyna się od sceny, gdzie „Gaga leży na ziemi, w pozie podobnej do tej z okładki albumu, wraz z mieczem wbitym w jej udo”, który później wyciąga. Gaga jest ubrana na różowo z butami na platformie i przewodzi ona grupie tancerzy, ubranych na różowo, tak samo jak w teledysku do „Stupid Love”, gdzie Grande nosi fioletową sukienkę z „metalowymi skrzydłami motyla” przyczepionymi do jej pleców, a jej tancerze również są ubrani na fioletowo.
Oni wszyscy tańczą na wielkiej arenie podczas ulewy, gdzie z nieba również spadają sztylety. W niektórych scenach Grande ma swój „rozpoznawalny” kucyk, a w niektórych ma rozwiązane włosy. W teledysku również są sceny, gdzie widać tylko twarz Lady Gagi za szybą, podczas których leje się na nią woda oraz sceny, gdzie kamerę umiejscowiono za piosenkarkami, które się wtedy trzymają z ręce, a ich włosy falują. Klip kończy się tym, że Lady Gaga i Grande uśmiechają się i przytulają się do siebie.

### Odbiór i nagrody
Amy Mackelden z „Harper’s Bazaar” napisała, że teledysk „jest niczym prócz czystej ikoniczności” i że „zawiera dramatyczne zmiany ubiorów i wspaniałe ruchy taneczne”. Erin Vanderhoof z „Vanity Fair” nazwał teledysk „sowicie wyprodukowanym i animowanym klipem” z „łatwymi dla TikTokerów” ruchami tanecznymi. Stefanee Wang z „Nylon” pochwaliła ruchy Lady Gagi i Grande w teledysku, pisząc że „żadna z nich nie opuszcza ani jednego beatu”. Dodała również, że klip „przekonuje, że świat upada i społeczeństwo powinno utworzyć jedną, wielką taneczną imprezę”. Krytycy uważają, że teledysk był inspirowany filmem Łowca androidów, serią gier Mortal Kombat oraz grą Bayonetta.
Teledysk został obejrzany ponad 20 milionów razy w pierwsze 24 godziny od jego wstawienia. 17 lipca klip został odtworzony ponad 150 milionów razy. 30 lipca 2020 zostało ogłoszone, że teledysk do „Rain on Me” został nominowany do siedmiu nagród MTV Video Music Awards, w kategoriach: Teledysk roku, Piosenka roku, Najlepsza współpraca, Teledysk popowy, Najlepsze zdjęcia, Najlepsze efekty specjalne i Najlepsza choreografia. Na gali, „Rain on Me” zostało nagrodzone trzema statuetkami, w kategoriach: Piosenka roku, Najlepsza współpraca oraz Najlepsze zdjęcia.

## Wystąpienia na żywo

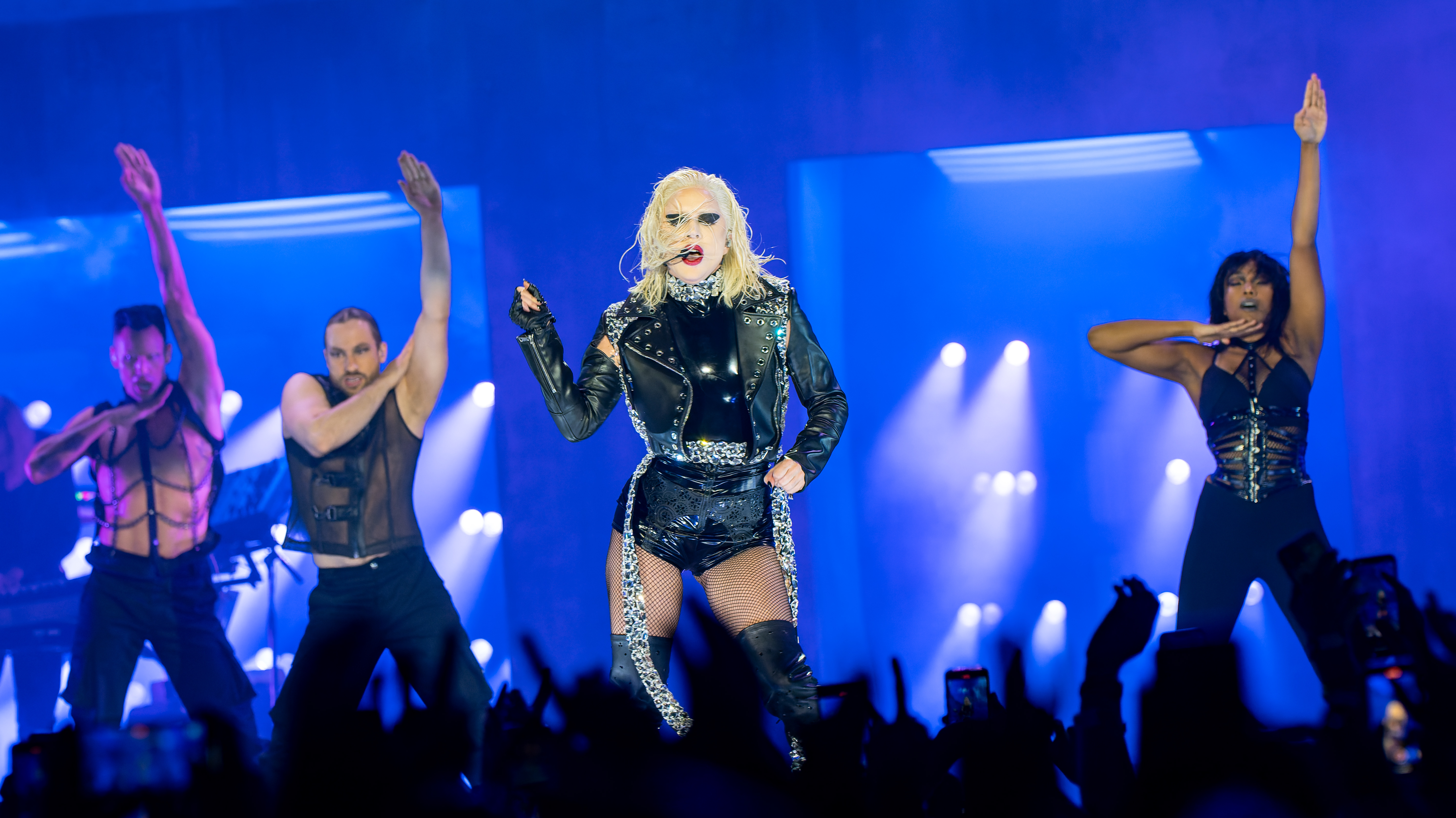
Lady Gaga wykonująca „Rain on Me” podczas The Chromatica Ball

Gaga i Grande wykonały razem „Rain on Me” podczas ceremonii rozdania nagród MTV Video Music Awards 30 sierpnia 2020 roku. Występ ten był częścią medley, którą wykonała Gaga i był pomiędzy wykonaniem piosenek „911” oraz „Stupid Love”. Podczas występu, obie piosenkarki zabeltowały, a Grande pod koniec zagwizdała. W trakcie wykonania utworu, Gaga miała ubrany fioletowy strój oraz kabaretki, zaś Grande występowała w fioletowym biustonoszu, fioletowej spódnicy i białych butach na platformach. Obie piosenkarki miały założone maski na twarzy, z czego maska Gagi była LED-owa i reagowała na dźwięk. Piosenkarki miały w planach niespodziewanie wykonać utwór podczas drag show w Los Angeles w lipcu 2020 roku, ale koncert został odwołany po nie zastosowaniu się do zasad dystansowania społecznego podczas koncertu grupy The Chainsmokers w Nowym Jorku. Utwór był wykonywany przez Gagę podczas trasy koncertowej The Chromatica Ball.

## Nominacje i nagrody
| Rok  | Gala                            | Kategoria                                | Wynik      | Źr.     |
| ---- | ------------------------------- | ---------------------------------------- | ---------- | ------- |
| 2020 | American Music Awards           | Współpraca roku                          | Nominowany | [ 137 ] |
| 2020 | American Music Awards           | Ulubiony teledysk                        | Nominowany | [ 137 ] |
| 2020 | BreakTudo Awards                | Międzynarodowy teledysk                  | Nominowany | [ 138 ] |
| 2020 | LOS40 Music Awards              | Najlepszy międzynarodowy teledysk        | Nominowany | [ 139 ] |
| 2020 | MTV Europe Music Awards         | Najlepszy teledysk                       | Nominowany | [ 140 ] |
| 2020 | MTV Europe Music Awards         | Najlepsza piosenka                       | Nominowany | [ 140 ] |
| 2020 | MTV Europe Music Awards         | Najlepsza współpraca                     | Nominowany | [ 140 ] |
| 2020 | MTV Millennial Awards Brazil    | Globalny hit                             | Wygrany    | [ 141 ] |
| 2020 | MTV Millennial Awards Brazil    | Międzynarodowa współpraca                | Nominowany | [ 141 ] |
| 2020 | MTV Video Music Awards          | Teledysk roku                            | Nominowany | [ 131 ] |
| 2020 | MTV Video Music Awards          | Piosenka roku                            | Wygrany    | [ 131 ] |
| 2020 | MTV Video Music Awards          | Najlepsza współpraca                     | Wygrany    | [ 131 ] |
| 2020 | MTV Video Music Awards          | Teledysk popowy                          | Nominowany | [ 131 ] |
| 2020 | MTV Video Music Awards          | Najlepsze zdjęcia                        | Wygrany    | [ 131 ] |
| 2020 | MTV Video Music Awards          | Najlepsze efekty specjalne               | Nominowany | [ 131 ] |
| 2020 | MTV Video Music Awards          | Najlepsza choreografia                   | Nominowany | [ 131 ] |
| 2020 | NRJ Music Award                 | Międzynarodowa współpraca roku           | Wygrany    | [ 142 ] |
| 2020 | NRJ Music Award                 | Teledysk roku                            | Nominowany | [ 142 ] |
| 2020 | People’s Choice Awards          | Piosenka roku                            | Nominowany | [ 143 ] |
| 2020 | People’s Choice Awards          | Współpraca roku                          | Nominowany | [ 143 ] |
| 2020 | People’s Choice Awards          | Teledysk roku                            | Nominowany | [ 143 ] |
| 2021 | Grammy Awards                   | Najlepszy występ popowy w duecie/grupowy | Wygrany    | [ 144 ] |
| 2021 | Nickelodeon Kids’ Choice Awards | Najlepsza współpraca                     | Nominowany | [ 145 ] |

## Listy utworów
| Digital download / media strumieniowe | Digital download / media strumieniowe | Digital download / media strumieniowe |
| Nr                                    | Tytuł utworu                          | Długość                               |
| ------------------------------------- | ------------------------------------- | ------------------------------------- |
| 1.                                    | „Rain on Me”                          | 3:02                                  |
|                                       |                                       | 3:02                                  |

| Digital download – wersja singlowa | Digital download – wersja singlowa | Digital download – wersja singlowa |
| Nr                                 | Tytuł utworu                       | Długość                            |
| ---------------------------------- | ---------------------------------- | ---------------------------------- |

| winyle / CD / kaseta | winyle / CD / kaseta                 | winyle / CD / kaseta |
| Nr                   | Tytuł utworu                         | Długość              |
| -------------------- | ------------------------------------ | -------------------- |
| 1.                   | „Rain on Me”                         | 3:39                 |
| 2.                   | „Rain on Me” (muzyka instrumentalna) | 3:42                 |

| Digital download – muzyka instrumentalna | Digital download – muzyka instrumentalna | Digital download – muzyka instrumentalna |
| Nr                                       | Tytuł utworu                             | Długość                                  |
| ---------------------------------------- | ---------------------------------------- | ---------------------------------------- |
| 1.                                       | „Rain on Me” (muzyka instrumentalna)     | 3:42                                     |

| Digital download / media strumieniowe – Purple Disco Machine Remix | Digital download / media strumieniowe – Purple Disco Machine Remix | Digital download / media strumieniowe – Purple Disco Machine Remix |
| Nr                                                                 | Tytuł utworu                                                       | Długość                                                            |
| ------------------------------------------------------------------ | ------------------------------------------------------------------ | ------------------------------------------------------------------ |
| 1.                                                                 | „Rain on Me” (Purple Disco Machine Remix – Edit)                   | 3:58                                                               |
| 2.                                                                 | „Rain on Me” (Purple Disco Machine Remix)                          | 6:34                                                               |
|                                                                    |                                                                    | 10:32                                                              |

| Digital download / media strumieniowe – Ralphi Rosario Remix | Digital download / media strumieniowe – Ralphi Rosario Remix | Digital download / media strumieniowe – Ralphi Rosario Remix |
| Nr                                                           | Tytuł utworu                                                 | Długość                                                      |
| ------------------------------------------------------------ | ------------------------------------------------------------ | ------------------------------------------------------------ |
| 1.                                                           | „Rain on Me” (Ralphi Rosario Remix – Edit)                   | 3:58                                                         |
| 2.                                                           | „Rain on Me” (Ralphi Rosario Remix)                          | 7:31                                                         |
|                                                              |                                                              | 11:29                                                        |

## Personel
- Lady Gaga – wokale, tekst
- Ariana Grande – wokale, tekst
- BloodPop – tekst, produkcja
- Burns – tekst, produkcja, gitara basowa, bęben, gitara, keyboard
- Tchami – tekst, dodatkowa produkcja
- Alexander Ridha – tekst
- Nija Charles – tekst
- Rami Yacoub – tekst
- Leddie Garcia – perkusja
- Rachel Mazer – saksofon
- Benjamin Rice – produkcja wokali, inżynieria nagrywania, miksowanie
- Tom Norris – miksowanie
- Scott Kelly – asystent miksera
- Randy Merrill – mastering

Źródło:

## Notowania i certyfikaty
| Terytorium                   | Notowanie                          | Pozycja | Źr.     |
| ---------------------------- | ---------------------------------- | ------- | ------- |
| Argentyna                    | Argentina Hot 100                  | 36      | [ 53 ]  |
| Australia                    | Top 50 Singles                     | 2       | [ 107 ] |
| Austria                      | Ö3 Austria Top 40                  | 8       | [ 75 ]  |
| Belgia                       | Ultratop 50 Flanders               | 5       | [ 76 ]  |
| Belgia                       | Ultratop 50 Wallonia               | 10      | [ 77 ]  |
| Boliwia                      | Top 20 General Tocadas             | 9       | [ 46 ]  |
| Brazylia                     | Top 100 Brazil                     | 46      | [ 54 ]  |
| Brazylia                     | Top 10 Streaming                   | 2       | [ 55 ]  |
| Bułgaria                     | Svetovniyat Top 10                 | 2       | [ 78 ]  |
| Cały świat                   | Global 200                         | 22      | [ 34 ]  |
| Chorwacja                    | Airplay Radio Chart                | 1       | [ 68 ]  |
| Czechy                       | Singles Digitál Top 100            | 4       | [ 79 ]  |
| Czechy                       | Rádio Top 100                      | 26      | [ 148 ] |
| Dania                        | Track Top-40                       | 14      | [ 149 ] |
| Estonia                      | Eesti Lood Tipp-40                 | 2       | [ 80 ]  |
| Europa                       | Euro Digital Songs                 | 1       | [ 150 ] |
| Finlandia                    | Suomen virallinen lista            | 4       | [ 81 ]  |
| Francja                      | Top Singles                        | 12      | [ 151 ] |
| Grecja                       | Digital Singles Chart              | 1       | [ 69 ]  |
| Hiszpania                    | Top 100 Canciones                  | 8       | [ 82 ]  |
| Holandia                     | Dutch Top 40                       | 7       | [ 152 ] |
| Holandia                     | Single Top 100                     | 9       | [ 83 ]  |
| Irlandia                     | Top 100 Singles                    | 1       | [ 153 ] |
| Islandia                     | Tonlist                            | 24      | [ 154 ] |
| Izrael                       | Media Forest                       | 1       | [ 100 ] |
| Japonia                      | Japan Hot 100                      | 8       | [ 155 ] |
| Kanada                       | Canadian Hot 100                   | 1       | [ 41 ]  |
| Kanada                       | Canada AC                          | 4       | [ 156 ] |
| Kanada                       | CHR/Top 40                         | 2       | [ 157 ] |
| Kanada                       | Hot AC                             | 1       | [ 158 ] |
| Kolumbia                     | Top 100 Columbia                   | 34      | [ 52 ]  |
| Korea Południowa             | Digital Chart                      | 122     | [ 105 ] |
| Kostaryka                    | Top 20 Tocadas                     | 9       | [ 47 ]  |
| Liban                        | The Official Lebanese Top 20       | 2       | [ 102 ] |
| Litwa                        | Singlų Top 100                     | 2       | [ 84 ]  |
| Łotwa                        | Latvijas Top 40                    | 1       | [ 70 ]  |
| Macedonia Północna           | Radio Airplay Chart                | 1       | [ 71 ]  |
| Malezja                      | Top 20 Most Streamed International | 2       | [ 103 ] |
| Malta                        | Radio Airplay Chart                | 1       | [ 72 ]  |
| Meksyk                       | Top Streaming Semanal              | 4       | [ 44 ]  |
| Namibia                      | Radio Airplay Chart                | 2       | [ 111 ] |
| Niemcy                       | Top 100 Single                     | 9       | [ 85 ]  |
| Norwegia                     | VG-lista                           | 7       | [ 86 ]  |
| Nowa Zelandia                | Top 40 Singles                     | 2       | [ 108 ] |
| Panama                       | Top 20 Tocadas                     | 9       | [ 48 ]  |
| Paragwaj                     | Top 20 General Tocadas             | 6       | [ 45 ]  |
| Polska                       | AirPlay – Top                      | 3       | [ 62 ]  |
| Południowa Afryka            | Radio Airplay Chart                | 23      | [ 113 ] |
| Portugalia                   | Portugese Charts: Singles          | 5       | [ 87 ]  |
| Rosja                        | Top Week Hits                      | 3       | [ 88 ]  |
| Rumunia                      | Airplay 100                        | 77      | [ 159 ] |
| Salwador                     | Top 20 Canciones                   | 12      | [ 49 ]  |
| Serbia                       | Radio Airplay Chart                | 9       | [ 89 ]  |
| Singapur                     | International Top Charts           | 1       | [ 101 ] |
| Słowacja                     | Rádio Top 100                      | 17      | [ 160 ] |
| Słowacja                     | Singles Digitál Top 100            | 4       | [ 90 ]  |
| Słowenia                     | SloTop50                           | 1       | [ 73 ]  |
| Stany Zjednoczone            | Hot 100                            | 1       | [ 161 ] |
| Stany Zjednoczone            | Adult Contemporary                 | 12      | [ 162 ] |
| Stany Zjednoczone            | Adult Top 40                       | 3       | [ 163 ] |
| Stany Zjednoczone            | Hot Dance/Electronic Songs         | 1       | [ 164 ] |
| Stany Zjednoczone            | Mainstream Top 40                  | 10      | [ 165 ] |
| Stany Zjednoczone            | Rolling Stone Top 100              | 1       | [ 166 ] |
| Stany Zjednoczone            | Top 20 General Puerto Rico         | 8       | [ 167 ] |
| Szkocja                      | Scottish Singles Chart             | 1       | [ 168 ] |
| Szwajcaria                   | Singles Top 100                    | 5       | [ 91 ]  |
| Szwecja                      | Sverigetopplistan                  | 8       | [ 92 ]  |
| Uganda                       | Radio Airplay Chart                | 4       | [ 112 ] |
| Ukraina                      | Ukraine Airplay Chart              | 56      | [ 169 ] |
| Urugwaj                      | Top 20 General                     | 15      | [ 50 ]  |
| Wenezuela                    | Record Report Top 100              | 31      | [ 51 ]  |
| Węgry                        | Rádiós Top 40                      | 5       | [ 170 ] |
| Węgry                        | Single Top 40                      | 1       | [ 74 ]  |
| Węgry                        | Stream Top 40                      | 4       | [ 171 ] |
| Wielka Brytania              | UK Singles Chart                   | 1       | [ 172 ] |
| Włochy                       | Singles Chart                      | 5       | [ 93 ]  |
| WNP                          | Top Radio Hits                     | 9       | [ 173 ] |
| Zjednoczone Emiraty Arabskie | Radio Airplay Chart                | 6       | [ 104 ] |

| Terytorium | Notowanie                   | Pozycja | Źr.     |
| ---------- | --------------------------- | ------- | ------- |
| Brazylia   | Top 50 Streaming            | 16      | [ 56 ]  |
| Paragwaj   | Top 100 de Canciones de SGP | 20      | [ 174 ] |
| Słowenia   | SloTop50                    | 1       | [ 175 ] |

| Terytorium        | Notowanie                  | Pozycja | Źr.     |
| ----------------- | -------------------------- | ------- | ------- |
| Japonia           | Japan Hot 100              | 96      | [ 176 ] |
| Kanada            | Canadian Hot 100           | 27      | [ 177 ] |
| Stany Zjednoczone | Hot 100                    | 48      | [ 178 ] |
| Stany Zjednoczone | Adult Contemporary         | 22      | [ 179 ] |
| Stany Zjednoczone | Adult Top 40               | 10      | [ 180 ] |
| Stany Zjednoczone | Hot Dance/Electronic Songs | 3       | [ 181 ] |
| Stany Zjednoczone | Mainstream Top 40          | 40      | [ 182 ] |

| Kraj                     | Certyfikat         | Sprzedaż    | Źr.     |
| ------------------------ | ------------------ | ----------- | ------- |
| Australia (ARIA)         | 2× platynowa płyta | 140 000+    | [ 109 ] |
| Belgia (BEA)             | platynowa płyta    | 40 000+     | [ 94 ]  |
| Dania (IFPI Dania)       | złota płyta        | 45 000+     | [ 183 ] |
| Francja (SNEP)           | złota płyta        | 100 000+    | [ 95 ]  |
| Hiszpania (PROMUSICAE)   | złota płyta        | 20 000+     | [ 96 ]  |
| Kanada (MC)              | 2× platynowa płyta | 160 000+    | [ 43 ]  |
| Norwegia (IFPI)          | 2× platynowa płyta | 120 000+    | [ 97 ]  |
| Nowa Zelandia (RMNZ)     | platynowa płyta    | 30 000+     | [ 110 ] |
| Polska (ZPAV)            | 3× platynowa płyta | 60 000+     | [ 184 ] |
| Portugalia (AFP)         | platynowa płyta    | 10 000+     | [ 98 ]  |
| Stany Zjednoczone (RIAA) | platynowa płyta    | 1 000 000+  | [ 38 ]  |
| Wielka Brytania (BPI)    | platynowa płyta    | 600 000+    | [ 65 ]  |
| Włochy (FIMI)            | platynowa płyta    | 70 000+     | [ 99 ]  |
| Strumieniowanie          |                    |             |         |
| Japonia (RIAJ)           | srebrna płyta      | 30 000 000+ | [ 185 ] |

## Historia wydania
| Obszar            | Data           | Format                                                   | Wersja                      | Wytwórnia                                 | Źr.           |
| ----------------- | -------------- | -------------------------------------------------------- | --------------------------- | ----------------------------------------- | ------------- |
| Cały świat        | 22 maja 2020   | digital download · media strumieniowe · 7″ · CD · kaseta | oryginał                    | Interscope                                | [ 20 ] [ 24 ] |
| Cały świat        | 22 maja 2020   | digital download                                         | muzyka instrumentalna       | Interscope                                | [ 147 ]       |
| Australia         | 22 maja 2020   | contemporary hit radio                                   | oryginał                    | Intescope Geffen A&M, Universal Australia | [ 186 ]       |
| Wielka Brytania   | 22 maja 2020   | contemporary hit radio                                   | oryginał                    | Interscope                                | [ 187 ]       |
| Wielka Brytania   | 23 maja 2020   | adult contemporary                                       | oryginał                    | Interscope                                | [ 188 ]       |
| Stany Zjednoczone | 25 maja 2020   | adult contemporary                                       | oryginał                    | Interscope                                | [ 189 ]       |
| Stany Zjednoczone | 26 maja 2020   | contemporary hit radio                                   | oryginał                    | Interscope                                | [ 23 ]        |
| Włochy            | 5 czerwca 2020 | contemporary hit radio                                   | oryginał                    | Universal                                 | [ 190 ]       |
| Cały świat        | 17 lipca 2020  | digital download · media strumieniowe                    | Remiks Purple Disco Machine | Interscope                                | [ 29 ]        |
| Cały świat        | 17 lipca 2020  | digital download · media strumieniowe                    | Remiks Ralphiego Rosario    | Interscope                                | [ 30 ]        |